# Gyansagar
 (mai 2019).
Si vous disposez d'ouvrages ou d'articles de référence ou si vous connaissez des sites web de qualité traitant du thème abordé ici, merci de compléter l'article en donnant les références utiles à sa vérifiabilité et en les liant à la section « Notes et références ».
Acharya Jnansagar ou Gyansagar (1891-1973) était un Jain Acharya Digambara du XXe siècle qui composa de nombreuses épopées sanscrites. Il a initié Acharya Vidyasagar en 1968 en tant que moine et en 1972 en tant qu'Acharya.